# 까포군
까포군은 빠따니주의 행정 구역이다. 이 지역의 총 인구 수는 2005년 기준으로 15782명이다. 인구 밀도는 168.2km2이다.

## 행정 구역
| 번호 | 지명           | 태국어 지명 | 빌리지 | 인구  |  |
| ---- | -------------- | ----------- | ------ | ----- |  |
| 1.   | Karubi         | กะรุบี        | 9      | 5,048 |  |
| 2.   | Talo Due Raman | ตะโละดือรามัน | 6      | 4,300 |  |
| 3.   | Plong Hoi      | ปล่องหอย     | 7      | 6,434 |  |

1. ↑  “Department of Provincial Administration”. 2007년 2월 6일에 원본 문서에서 보존된 문서. 2006년 12월 18일에 확인함.